# Château de Sonnay
Ne doit pas être confondu avec Sonnay.
 (novembre 2023).
- Si vous ne connaissez pas le sujet, laissez ce bandeau (vous pouvez alors contacter les auteurs).
- Si vous supprimez le contenu mis en cause (vous pouvez préalablement contacter les auteurs),

argumentez précisément cette suppression dans la page de discussion
(un manque de référence n'est pas un argument ; une recherche réelle de référence doit avoir été effectuée, être formellement documentée).
Le château de Sonnay est érigé sur le territoire de la commune de Cravant-les-Coteaux, en Indre-et-Loire.

## Histoire
Sonnay est un toponyme qui vient du patronyme gaulois Sunna signifiant Soleil. « Sonnay » est ainsi le « Domaine de Soleil » ou « Domaine ensoleillé ».
Sonnay est dressé sur un site habité depuis la période néolithique.
Avant d’être situé en l’emplacement actuel, le château fortifié de Sonnay était une motte carrée de 30 mètres de côté, érigée au Xe siècle à 200 mètres au Nord-Est, sur un ancien oppidum gaulois, au lieu-dit depuis « les cloux de Faye » (de Fayer, forteresse). À ses pieds, on retrouvait la marque de la fonction résidentielle de l’ensemble fortifié : la basse-cour, encore à ce jour appelée « la motte de Sonnay ».
Willelmus de Sonayo, appelé à tort Guillaume de Sonnac au lieu de Guillaume de Sonnay, 17° Grand-Maître de l'Ordre du Temple, y serait né vers 1200.
Le château est signalé en 1268 comme appartenant à un certain Pierre de Sonnai, chevalier. Un siècle plus tard, en 1372, le 20 août, Dame Isabelle de Luynes, de Narçais et de Sonnay, femme de Geoffroy, seigneur de Saumoussay, fonde une chapelle dans l’église de Cravant avec « droit de culte transmissible à ses héritiers-seigneurs de Sonnay ». Des éléments de peinture murale y sont encore visibles derrière l'autel mais elle sera partiellement éboulée au cours du siècle suivant.
On retrouve la motte castrale en 1440 entre les mains de Geoffroy Taveau, baron de Mortemer, qui le vend en 1441 à un dénommé Guillaume de Ballan.
Sonnay est un ancien fief relevant de la Roche-Clermault « à foi et hommage lige et un roussin de service », avec droit de Haute, Moyenne et Basse Justice, et le château actuel fut érigé à cette époque, vers 1440, par Jean Barillet, dit de Xaincoins, gouverneur général des finances de Charles VII (1438-1449). 
S'entichant de cet endroit, il construit, à 200 mètres au Sud-Ouest de la motte, avec un dénivelé de 20 mètres, l'"hôtel particulier" actuel dont les bases d'origine sont encore visibles à l'Est. Le nom de "château", justifié par les droits de "haute moyenne et basse justice" qu'il emporte, lui reste alors attaché et le nom de "motte de Sonnay" se relocalise peu à peu sur l'ancienne basse-cour incarnant les seuls survivances de l'ancien château fort.
Et le 3 septembre 1446, Jean Bernard archevêque de Tours, consacre à Sonnay une chapelle sous le vocable de Sainte Catherine (d’Alexandrie). Dans le même temps, la chapelle méridionale de l'église saint Léger de Cravant est également reconstruite en partie (façades Sud et Ouest) et une nouvelle campagne de peintures murales y est adjointe, vraisemblablement à la demande de Jean de Xaincoins.
Jean de Xaincoins fut à Charles VII ce que Foucquet fut à Louis XIV et le joli fief qu’il érige à Sonnay porte ombrage à son roi quant à l'origine des fonds ayant permis une aussi jolie construction. Accusé de concussion et de falsification d'écritures, Charles VII enquête lui-même sur ses comptes, lui fait procès et le dépossède de ses biens.
C’est ainsi que le 13 décembre 1449, le roi Charles VII confisque la terre de Sonnay pour la donner à son premier chambellan, du nom de Guillaume Gouffier, par ailleurs baron de Maulevrier et gouverneur de Touraine. La terre et son fief passent ensuite à la fille de ce même Guillaume Gouffier, Madeleine qui, le 16 mai 1481, épouse René le Roy, chambellan du roi Louis XI. C’est le dot de la jeune fille. Le fief reste alors dans la famille le Roy jusqu’au 3 mai 1591. Il est alors vendu par François le Roy et Renée de Bretagne son épouse, à Antoine de la Barre, seigneur d’Anglée et Hélène de Razilly son épouse. La terre est ensuite transmise en 1629 à René de la Barre, puis en 1680 à Claude de la Barre.
Le 10 novembre 1770, le fief et la terre de Sonnay sont de nouveau vendus, par les héritières de la famille de la Barre. Mis à prix 10 000 livres, l’ensemble est adjugé pour 32 150 livres à Jacques-Alexandre Becquet du Vivier, Écuyer, lieutenant des maréchaux de France à Montpellier, conseiller-rapporteur du point d’honneur aux bailliage, ville et ressort de Chinon en 1780, comparaissant en 1789 à l’assemblée de la noblesse de l’Anjou et pays Saumurois. Jacques-Alexandre Becquet du Vivier, ancêtre des actuels propriétaires, acquiert ainsi les droits de Haute, Moyenne et Basse Justice. Puis, prenant le nom de Becquet de Sonnay, il épouse en 1775 Cécile Galichon de Courchamps. De cette union naîtra une descendance rassemblant des noms tels que Simonet de Singly, Pecard, Taschereau des Pictières, Blouquier de Trélan, Saint-Exupéry, Churchill, Le Breton de Vannoise, de Foucaud…

## Structure
Le colombier de Sonnay présente un intérêt particulier, dans la mesure où il est non seulement fort ancien, mais aussi assez rare de par son importance. Il participe en cela au Patrimoine Historique de la Région.
Le droit de colombage était, sous l’Ancien Régime, un droit féodal à valeur de privilège, dont l’abolition intervint en 1789 avec la Révolution.
À cette époque, en effet, les coutumes -notamment de Tours- regardaient le droit d’élever un colombier sur son fief, comme un droit de Haute-Justice.
Le seigneur Haut-Justicier qui avait censive (terre assujettie à redevance due par des tenanciers), pouvait avoir colombier à pied, ayant boulins (cavités pouvant recevoir les pigeons) jusqu’au rez-de-chaussée, à la condition que le domaine de leur fief soit composé d’au moins cinquante arpents de terre; un arpent représentant 50 de nos ares actuels. Le droit de volière était cependant limité à deux boulins par arpent, et quiconque aurait construit un trop grand nombre de boulins sans pouvoir faire la preuve de la superficie de ses terres, était condamné à détruire son colombier, à ses frais. Le seigneur d’un fief de 50 arpents pouvait ainsi se faire construire un colombier comportant 100 boulins.
Le colombier de Sonnay présente la particularité d’être composé de quelque 2 250 boulins; attestant par là-même que le fief sur lequel il était construit avait une superficie de 1 125 arpents, soit environ 560 hectares actuels.
Ce colombier est un des plus importants de la région, et on peut faire remonter sa construction au XVe siècle, à la même époque que le nouveau château et la chapelle Sainte Catherine (d'Alexandrie) et ces constructions peuvent être imputées à Jean de Xaincoins.
Le parc, le château et les bâtiments furent presque totalement remaniés au XIXe siècle, comme bon nombre d’autres propriétés tourangelles.
Seul aujourd’hui subsistent la partie Est et sa chapelle, ainsi que le colombier qui seul n’a subi, comme par miracle, aucune modification architecturale autre que l’usure du temps. Si d’aucuns disent que son toit de pierre en forme de voûte se serait écroulé, d’autres au contraire affirment qu’elle est un des rares exemples encore debout de fuye à ciel ouvert. Elles n’aurait donc jamais eu de toit. Les murs et les boulins ont également parfaitement survécu.